# 보험모집인
보험모집인(保險募集人)이란 특정한 보험자에게 종속되어 보험자를 위해 보험계약의 체결을 중개한 자를 말한다. 보험중개인(保險仲介人), 보험설계사(保險設計士)라고 부르기도 한다. 보험모집인은 소속 보험회사와의 고용계약이나 도급적 요소가 가미된 위임계약에 바탕을 둔 소속보험회사의 사용인으로서 보험계약의 체결대리권이 없는 중개인에 불과하며 계약체결권, 보험료수령권, 고지의무수령권 등을 가지고 있지 않다.  다른 표현으로 보험외판원, 생활설계사라고도 하며 노동부에 따르면 노동조합법상 근로자가 아니다

## 구별

### 대리상과의 구별
보험대리상 가운데 체약대리상은 계약체결을 위한 대리권이 있는 반면 보험모집인에게는 대리권이 없다는 점, 그리고 보험대리상은 독립된 상인이지만 보험모집인은 보험자에 종속된 자라는 점에서 구별된다.

### 중개인과의 구별
보험중개인과 보험모집인은 대리권이 없다는 점에서 공통된다. 보험중개인 역시 보험대리상과 마찬가지로 독립된 상인인 데 반해 보험모집인은 독립된 상인이 아니라는 점, 보험중개인은 불특정다수의 보험자를 위해 계약체결을 중개할 수 있는 데 반해 보험모집인은 특정 보험사업자를 위해서만 계약체결을 중개할 수 있을 뿐이라는 점에서 양자는 구별된다.

## 관련 조문
보험업법 제2조
 8. "보험설계사"라 함은 보험회사를 위하여 보험계약의 체결을 중개하는 자(법인이 아닌 사단 및 재단을 포함한다)로서 제84조의 규정에 의하여 등록된 자를 말한다.

## 판례
일반적으로 보험자 및 보험계약의 체결 또는 모집에 종사하는 자는 보험계약의 체결에 있어서 보험계약자 또는 피보험자에게 보험약관에 기재되어 있는 보험상품의 내용, 보험료율의 체계 및 보험청약서상 기재사항의 변동사항 등 보험계약의 중요한 내용에 대하여 구체적이고 상세한 명시·설명의무를 지고 있으므로 보험자가 이러한 보험약관의 명시·설명의무에 위반하여 보험계약을 체결한 때에는 그 약관의 내용을 보험계약의 내용으로 주장할 수 없다.

타인의 사망을 보험사고로 하는 보험계약의 체결에 있어서 보험모집인은 보험계약자에게 피보험자의 서면동의 등의 요건에 관하여 구체적이고 상세하게 설명하여 보험계약자로 하여금 그 요건을 구비할 수 있는 기회를 주어 유효한 보험계약이 체결되도록 조치할 주의의무가 있고, 그럼에도 보험모집인이 위와 같은 설명을 하지 아니하는 바람에 위 요건의 흠결로 보험계약이 무효가 되고 그 결과 보험사고의 발생에도 불구하고 보험계약자가 보험금을 지급받지 못하게 되었다면 보험자는 보험업법 제102조 제1항에 기하여 보험계약자에게 그 보험금 상당액의 손해를 배상할 의무가 있다.

## 체약대리권의 존부
보험모집인은 단순히 중개라는 사실행위를 하는 자에 불과할 뿐만 아니라 만약 그에게 대리권을 인정한다면 보험계약자와 담합하여 도덕적 위험을 발생시킬 우려도 있다는 점을 생각할 때 체약대리권을 인정할 수는 없다. 따라서 보험모집인의 잘못된 설명에 대해 개별약정우선의 원칙을 적용할 여지도 없다. 다만 이로 인해 손해를 입은 보험계약자 등은 후술하는 바와 같이 보험자에 대하여 사용자책임을 물어 구제받을 수 있을 것이다.

## 고지수령권의 존부
대법원은 “보험계약자가 생명보험계약을 체결함에 있어 피보험자의 기왕의 병력을 보험모집인에게 말하였다고 하더라도 이는 보험가입을 권유하는 사람에게 말한 것에 불과하여 보험자에 대한 고지라 할 수 없으며, 따라서 보험자가 고지의무위반을 이유로 계약을 해지한 것은 정당하다”고 판시하여 부정적인 입장이다. 판례에 의하면 "보험모집인은 특정 보험자를 위하여 보험계약의 체결을 중개하는 자일 뿐… 고지나 통지를 수령할 권한도 없으므로 … 보험모집인이 통지의무의 대상인 '보험사고발생의 위험이 현저하게 변경 또는 증가된 사실'(제652조 참조)을 알았다고 하더라도 이로써 곧 보험자가 위와 같은 사실을 알았다고 볼 수는 없다"고 하여 통지수령권한도 부정하고 있다.

## 보험료수령권의 존부
보험모집인에게 보험료수령권이 있는지 문제된다. 판례는 '보험모집인이 소속보험회사의 사용인으로서 보험계약의 체결대리권이나 고지수령권이 없는 중개인에 불과하다 하여도 오늘날의 보험업계의 실정에 비추어 제1회 보험료의 수령권이 있음을 부정할 수는 없다'고 하여 긍정하는 태도이다.

## 보험자의 사용자책임 - 보험업법 제102조
보험자가 보험모집인에게 계약체결의 중개를 위탁함에 있어 상당한 주의를 하였거나 혹은 중개행위로 인한 보험계약자의 손해를 방지하기 위한 노력을 다하지 않은 이상 보험자는 보험모집인이 보험계약자에게 가한 손해를 배상할 책임이 있다. 보험업법 제102조는 이를 명문으로 규정하고 있는데, 이는 민법 제756조에 대한 특칙으로서 민법에 우선하여 적용된다고 본다. 보험업법상 사용자책임에서의 모집행위와의 관련성을 판단할 때에도 ‘외형이론’을 적용하고 있다

## 참고 문헌
- 이기수∙최병규∙김인현, 『보험∙해상법』, 박영사, 2008. ISBN 9788910515210